# تکمه شن (سرده)
تکمه شن (نام علمی: Neurada) نام یک سرده از تیره پنیرک‌سانان است. این جنس در ایران یک گونه گیاه علفی یکساله و گسترده روی زمین به نام  Neurada procumbens دارد که علاوه بر ایران در شمال آفریقا، عربستان، صحرای سینا، بین النهرین، پاکستان و افغانستان می روید.